# Porn Horror Movie
Porn Horror Movie ist eine US-amerikanische Horrorfilm-Komödie und Spielfilm-Debüt des Regisseurs Adam Fields aus dem Jahr 2008. 

## Handlung
Eine kleine Filmcrew zieht sich zur Fertigstellung eines Pornofilms in eine einsame Hütte in den Bergen zurück, wo sie bald eingeschneit wird. Während der Dreharbeiten wird der Hauptdarsteller Ron Jeremy von einem „Blitz“ getroffen. Nur wenig später macht sich sein Penis selbständig und beginnt damit, die Mitglieder der Crew der Reihe nach umzubringen.

## Kritik
„Die Story eines Pornodarstellers, dessen bestes Stück ein Eigenleben entwickelt und von nun an der Filmcrew nach dem Leben trachtet. Zwar ist diese Horrorkomödie ein wenig blutleer in Szene gesetzt worden und hat mit einigen Längen zu kämpfen, jedoch lebt sie von ihrer herrlich bescheuerten Idee, die gepaart mit den vielen skurrilen Szenen für einige Lacher sorgen kann.“